# Engenho da Rainha
Engenho da Rainha é um bairro da Zona Norte do município do Rio de Janeiro. Seu IDH, no ano 2000, era de 0,835, o 62º melhor do município dentre 126 bairros avaliados, sendo considerado regular.

## História

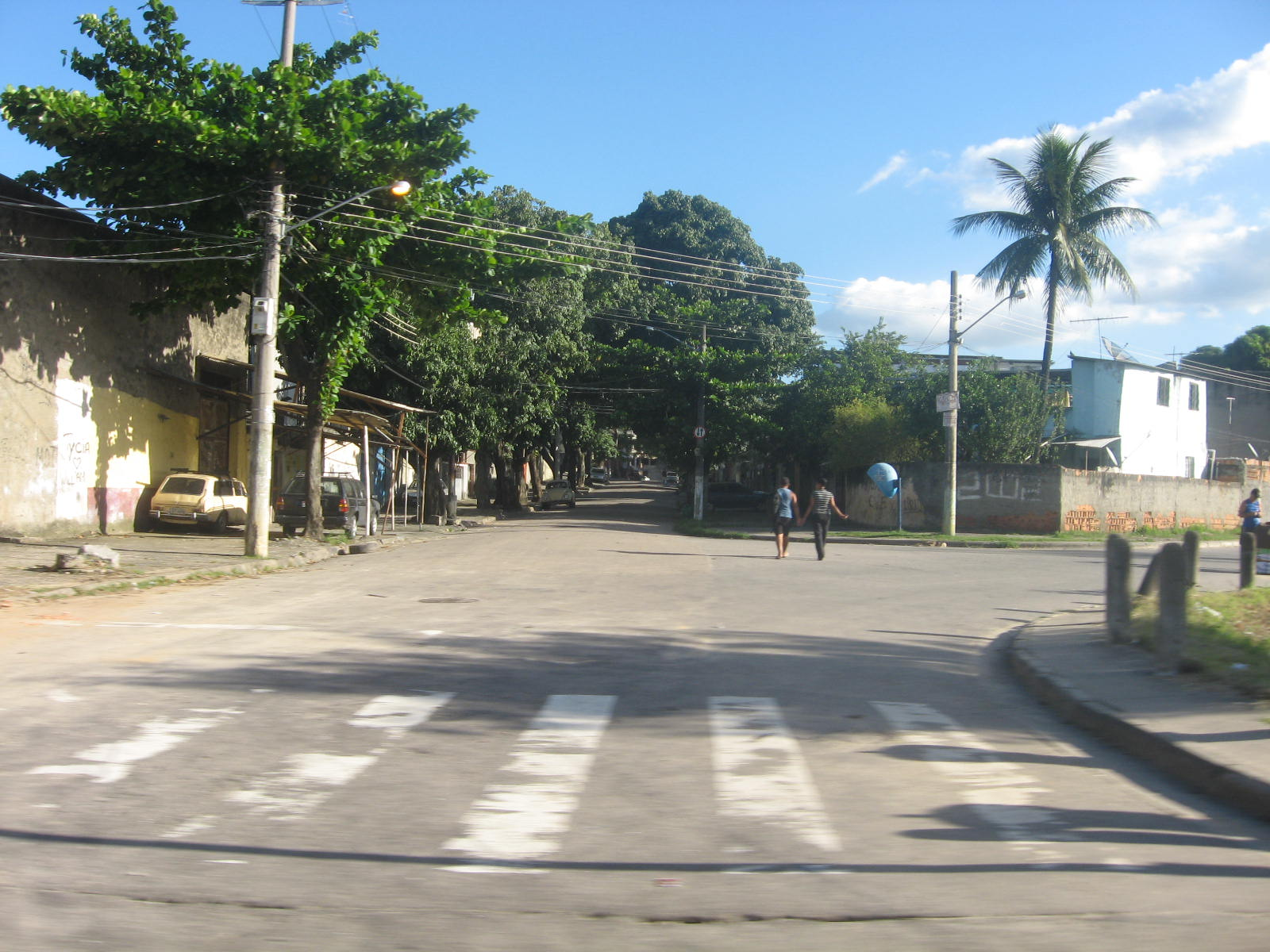
Vista do Engenho da Rainha.

A região próxima à fazenda era habitada pelos índios Tamoios. Como herança, tem-se muitas ruas com nomes ligadas a este fato - Rua Apinajé, Bororó, Cherente, Canitar, Flexal, dentre outras. A Fazenda da Rainha Carlota Joaquina, além do engenho de cana-de-açúcar, tinha também plantação de café e a mão-de-obra escrava era a responsável pela economia rural. O rio Timbó, hoje bastante degradado, banha o bairro. A Serra da Misericórdia, situada na Freguesia de Inhaúma, era o local onde os escravos procuravam se esconder quando fugiam da Fazenda.
Em suas origens, a região hoje denominada Engenho da Rainha (Carlota Joaquina) fazia parte da Freguesia de Inhaúma, criada em 1743, e ganhou este nome quando esta Freguesia foi desmembrada, resultando nos atuais bairros de Pilares, Tomás Coelho e parte de Inhaúma. O atual bairro do Engenho da Rainha era cortado por duas importantes estradas que se interligavam na altura de Thomás Coelho. Esse caminho fazia a ligação com as Minas Gerais. Hoje são a Avenida Pastor Martin Luther King (antiga Automóvel Clube) e a Avenida Ademar Bebiano (antiga Estrada Velha da Pavuna). O bairro foi cortado pela Estrada de Ferro Rio d'Ouro e possuiu uma estação de trem, onde hoje é a estação de metrô Engenho da Rainha. A região acolhia uma residência adquirida pela Rainha Carlota Joaquina, esposa de D. João VI, por volta de 1810 com o objetivo de nela descansar. A sua delimitação atual foi estabelecida pelo Decreto n.º 3158 de 23 de julho de 1981, quando era o Dr. Marcos Tamoyo o prefeito do Rio de Janeiro.A importância do bairro em termos culturais ainda não foi reconhecida. Em nenhum bairro do Rio de janeiro, se reuniu tantos artistas famosos como o bairro. No final dos anos 60, quando foi inaugurado o Conjunto dos Músicos, o bairro que já tinha alguns artistas e ficou mais rico ainda culturalmente. A sexagenária escola de samba Acadêmicos do Engenho da Rainha, além da Escola de Samba Bohemios de Inhaúma, que apesar do nome, com a estação do metrô, passou a ser da jurisdição do bairro do Engenho da Rainha. São importantes agremiações carnavalescas do município do Rio de Janeiro. Seus sambas-enredo são ganhadores de diversos Estandartes de Ouro e a sua bateria imprimem a identidade de cada agremiação Cultural e Carnavalesca.
Faz divisa com os bairros de Pilares, Inhaúma, Tomás Coelho e Complexo do Alemão, além de também fazer divisa por meio da Serra da Misericórdia, separando-lhe da tradicional Zona da Leopoldina sendo então impossibilitado o acesso direto com os bairros de Penha, Olaria e Ramos.

## Dados
O bairro Engenho da Rainha faz parte da região administrativa de Inhaúma. Os bairros integrantes da região administrativa são: Engenho da Rainha, Del Castilho, Higienópolis, Inhaúma, Maria da Graça e Tomás Coelho.